# Kocsis Gábor (színművész)
Kocsis Gábor (Karcag, 1993. július 20. –) magyar színész.

## Életpályája
1993-ban született Karcagon, gyermekkorát Kunmadarason töltötte. Középiskolai tanulmányait a debreceni Csokonai Vitéz Mihály Gimnáziumban folytatta. Az érettségit követően a Shakespeare Színiakadémián tanult tovább. 2015–2020 között a Kaposvári Egyetem színművész szakán tanult, Cserhalmi György osztályában. 2020–2023 között a Pesti Magyar Színház tagja volt.

## Színházi szerepei
- Chirisfiscio – Vajda Katalin: Legyetek jók, ha tudtok
- Balikó – Berg Judit: Rumini
- Rendőr, Rabló, matróz – Astrid Lindgern – Georg Riedel: Harisnyás Pippi
- Dagi – Szabó Magda – Egressy Zoltán: Tündér Lala